# دیلیم
دیلیم (روسی: Дылым) یک شهرک در روسیه است که در شهرستان کازبکوفسکی واقع شده‌است.

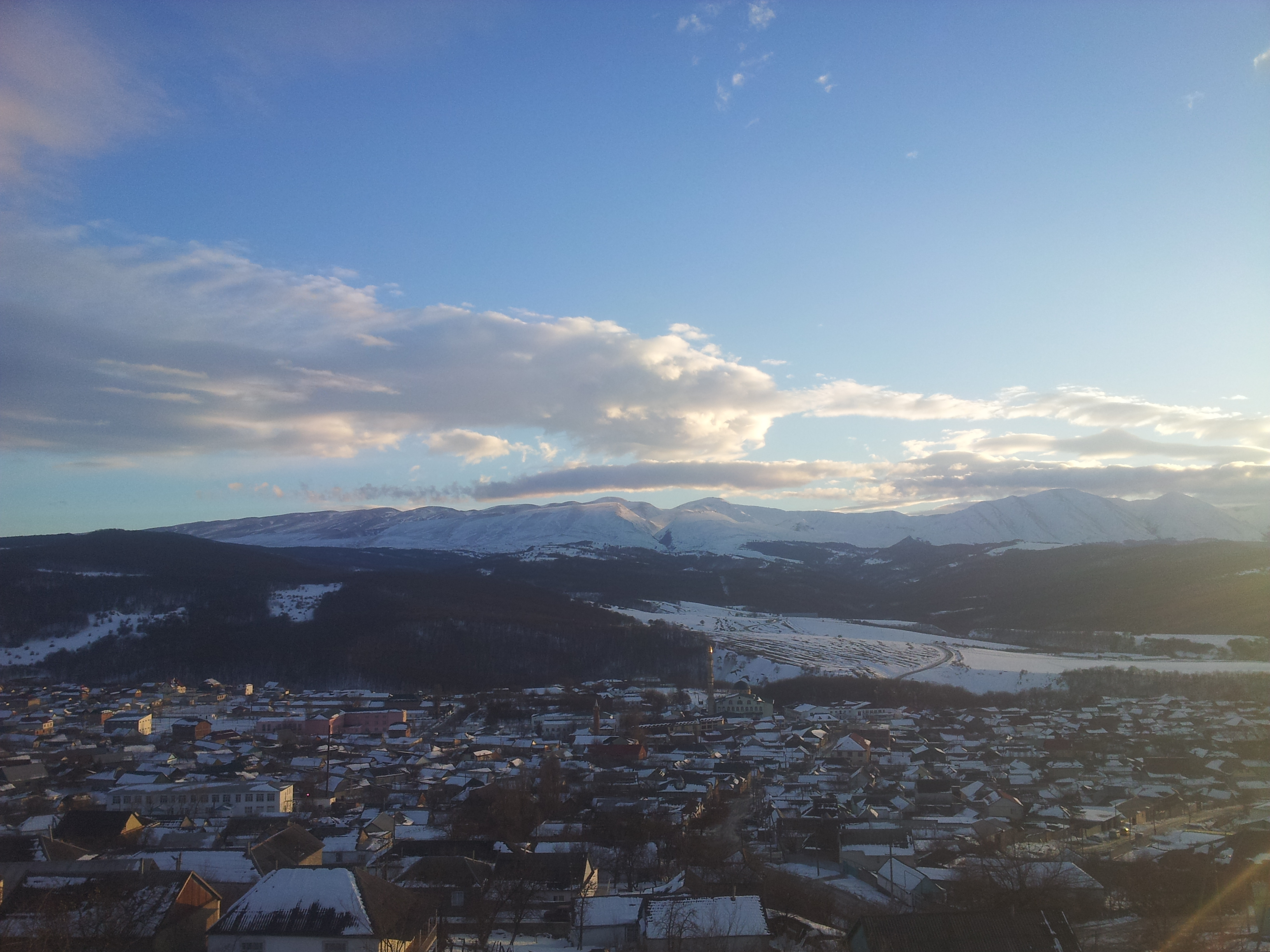
نمایی از دیلیم